# Berenguer de Vilatenim
Berenguer de Vilatenim fou abat del monestir de Sant Quirze de Colera entre el 1297 i el 1322. La seva presa de possessió s'iniciava amb la promesa d'obediència al bisbe de Girona Bernat de Vilamarí. La tasca de govern començà amb el retorn dels monjos al monestir després que haguessin estat foragitats per les invasions de Felip III de França el 1285 i la de Jaume II de Mallorca el 1288, que van malmetre molt el conjunt monàstic. Ell s'encarregà de la restauració i deixà el monestir preparat de nou per a la vida de la comunitat.

## Làpida sepulcral
Fins a finals dels anys 1980 hi havia en un dels murs del claustre del cenobi la làpida sepulcral de l'abat de 54×91×6, en la qual apareixia esculpit l'enterrament de l'abat al centre, envoltat per la resta de monjos de la comunitat. Entre aquests, hi havia el nou abat i un monjo que sosté un llibre. L'escena és envoltada per un marc, on hi ha les dades del finat i quatre escuts llisos als angles, segurament estaven pintats amb les armes de l'abat.
El text és el que segueix:
†Anno Domini M.º CCC.º XXº IIº. yd(ib)us Novembris obiit frater Br. de Villat(eni)m bone memorie, huius monasterii abbas qui in sui regiminis | tempore hoc monasterium per gentem Francorum diritum inveniens, in parte reparavit | ecclesiam luminibus libris et multis aliis perornavit, et redditus emendo | in vigiliis precipuarum festivitatum porcionem et vestiarium in octo solidos monete Jaccensis aucmentavit, obitum die sue mortis et eciam sancta die veneris fieri ordinavit, | cuius anima (requiescat in pace. Amen).
La fórmula requiescat in pace amen no apareix de manera explícita en el gravat de la làpida, però sí que es pot sobreentendre de manera implícita a través de la imatge que ofereix la làpida, ja que tots els monjos que hi apareixen tenen la boca oberta i el nou abat sembla que beneeix el cadàver, per tant, són ells qui la pronuncien.
Actualment aquesta làpida es guarda en una col·lecció particular de Castelló d'Empúries.